# Lički Ribnik
Lički Ribnik – wieś w Chorwacji, w żupanii licko-seńskiej, w mieście Gospić. W 2011 roku liczyła 93 mieszkańców.